# 丁部領
丁 部領（てい ぶりょう、てい ぶれい、ディン・ボ・リン、ベトナム語：Đinh Bộ Lĩnh / 丁部領）は、丁朝大瞿越の建国者。後世、丁先皇（ディン・ティエン・ホアン、ベトナム語：Đinh Tiên Hoàng / 丁先皇）と尊称された。

## 生涯

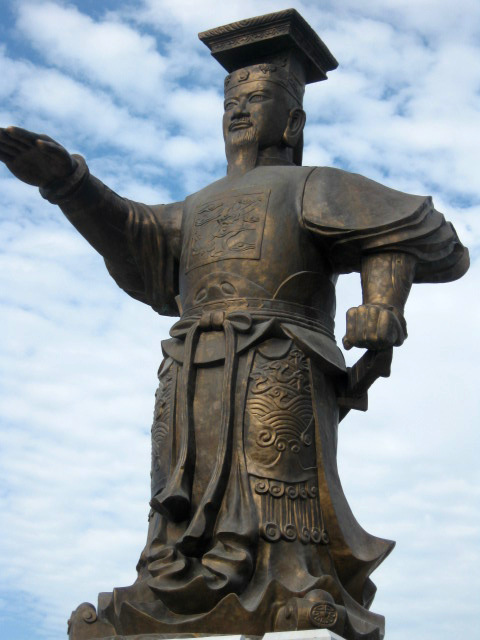
ディン・ティエン・ホアン像（ニンビン）

初名は丁環（ディン・ホアン、ベトナム語：Đinh Hoàn / 丁環）といい、母の譚氏がカワウソと交わってできた子であるという伝承がある。父の丁公著は楊廷芸の下で将軍を務め、驩州刺史として呉権に使えたが、丁部領がまだ幼い頃に死去している。
丁部領は父の地盤を継いで華閭洞を支配した。叔父の丁預との抗争の最中2匹の黄龍に命を救われたという伝承があり、丁預を討伐して帰順させ、勢力を強めた。時に安南は十二使君の乱によって豪族の地方割拠が進んでおり、丁部領もはじめは十二使君の一人であった陳覧に従い、後に同盟者となった。その際に陳覧の跡を継ぐ約束をしており、その死後、勢力を引き継いだ。
乾和9年（951年）、呉朝への納貢を拒んだことから、呉昌岌・呉昌文に根拠地の華閭洞を包囲されたが、攻め落とされることはなかった。また使君の一人である呉日慶を降伏させた後、その母の黄氏を娶って妻とし、また娘の仏金公主を呉日慶に嫁がせ、長男の丁璉には呉日慶の妹を娶らせた。

### 十二使君の平定
呉朝の呉昌熾を宴会に誘って脅し、屈服させた。また、杜景碩・阮超とは長年にわたって争った。杜景碩は戦いの中で流れ矢に当たって戦死し、その兵は丁部領に降伏した。阮超は最も頑強な存在であったが、阮超軍の渡河中に突風が起こり、軍船や軍の物資はすべて水中に沈んだことを知った丁部領は、十人の勇士を潜入させて阮超の陣営を焼き、阮超軍を大いに破った。その後、矯順・阮守捷・阮寛・呂唐らの使君を各個撃破して、安南を統一した。負け知らずの丁部領を民衆は「万勝王」と呼んだ。

### 大瞿越皇帝
大宝11年（968年）に帝位につき、国号を「大瞿越（だいくえつ、ダイコーヴェト）」とし華閭に都を置いた。華閭はこの後、順天元年（1010年）の昇龍遷都まで都として在り続けた。宋の皇帝の存在がありながら自らも皇帝を名乗り、丁璉を南越王に封じた。太平2年（971年）には行政官僚・軍司令官・僧侶・道士などに位階制度を設け、軍制も整備した。太平4年（973年）には宋への朝貢を行った。また、ベトナムで初めて元号をもうけ、989年を太平元年とした。
晩年は政権の安定を図って多くの有力氏族から皇后を迎えたことがかえって宮廷内乱の元となり、太平10年（979年）、丁璉と共に祗候内人の杜釈によって殺された。

## 子女

### 男子
1. 南越王 丁璉（母は不詳）
2. 衛王 丁璿（廃帝、母は楊雲娥（中国語版））
3. 皇太子 丁項郎（中国語版）（母は不詳）

### 女子
1. 明珠公主（陳覧の弟・陳升に嫁す）
2. 仏金公主（母は不詳、呉日慶に嫁す）

## 参考資料
- 桐山昇、栗原浩英、根本敬編 編『東南アジアの歴史―人・物・文化の交流史』有斐閣〈世界に出会う各国=地域史〉、2003年9月30日。ISBN 978-4641121928。